# Hussam Abu Saleh
Hussam Abu Saleh (Sakhnin, 5 settembre 1982) è un calciatore palestinese, difensore dell'Hilal Al-Quds e della Nazionale palestinese.

## Carriera

### Club
Ha giocato nel campionato israeliano e palestinese.

### Nazionale
Ha esordito in Nazionale nel 2010.

## Palmarès

### Club

#### Competizioni nazionali
- Coppa d'Israele: 1

Bnei Sakhnin: 2003-2004